# Ancienne église de Pomarkku
L'ancienne église en bois de Pomarkku (en finnois : Pomarkun vanha puukirkko) est une église luthérienne située à  Pomarkku en Finlande.